# 존 리 후커
존 리 후커(영어: John Lee Hooker, 1917년 8월 22일 ~ 2001년 8월 22일)는 미국의 블루스 가수, 작곡가, 기타리스트였다. 소작인의 아들인 그는 델타 블루스를 일렉트릭 기타 스타일로 각색하여 연주하며 유명해졌다. 후커는 종종 토킹 블루스와 초기 북미시시피주 힐 컨트리 블루스를 포함한 다른 요소들을 통합했다. 그는 1930년대~1940년대 피아노에서 유래한 부기우기와는 구별되는 자신만의 드라이빙 리듬 부기 스타일을 개발했다. 후커는 《롤링 스톤》이 선정한 2015년 위대한 기타리스트 100인 중 35위에 올랐다.

## 생애

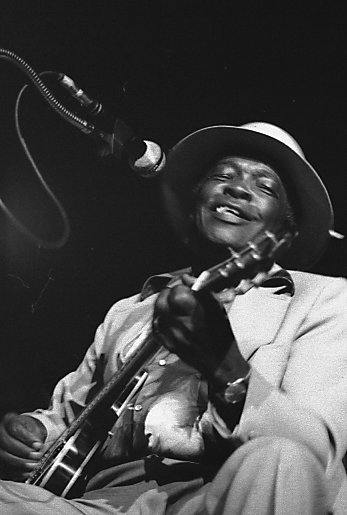
캐나다 토론토에서 연주하고 노래 부르는 존 리 후커 (1978년)

존 리 후커는 1917년 8월 22일 미국 미시시피주에서 태어났다. 어린 시절 블루스 가수였던 양아버지 윌리엄 무어로부터 기타를 배웠다. 1930년대부터 1940년대 초반까지 멤피스와 신시내티 등을 옮겨 다니며 극장 안내원, 공장 노동자로 생계를 유지했고, 밤에는 클럽에서 공연을 펼쳤다.
1943년 디트로이트에 정착해 자동차 공장에서 일을 하기 시작했다. 1948년 센세이션 레코드에서 데뷔싱글 <Boogie Chillen'>을 발표해 좋은 반응을 얻었다. 1949년부터 1954년까지 체스 레코드, 찬스 레코드, 킹 레코드 등 21곳의 음반사에서 존 리 부커, 조니 리, 존 리 쿠커, 델타 존 등 여려 예명으로 70여 장의 싱글을 출시했다. 이 시기에 <Crawling King Snake>, <I'm In The Mood>와 같은 대표곡을 남겼다.
1955년 시카고에 위치한 음반사 비-제이 레코드와 계약을 맺었다. 이때부터 혼자 기타를 치며 노래를 녹음을 하는 방식에서 벗어나 세션 뮤지션들과 함께 녹음 작업을 했다. 1971년 미국의 블루스 록 그룹 캔드 히트와 함께 작업한 앨범 《Hooker 'N Heat》(1971년 미국 빌보드 앨범차트 73위), 1972년 아일랜드의 싱어송라이터 밴 모리슨, 미국의 록 기타리스트 엘빈 비숍, 미국의 블루스 록 뮤지션 스티브 밀러 등이 참여한 앨범 《Never Get Out Of These Blues Alive》(1972년 미국 빌보드 앨범차트 130위) 등을 발표하며 이후에도 꾸준한 활동을 펼쳤다.
1989년 라틴 록 기타리스트 카를로스 산타나, 미국의 블루스 가수 보니 레잇 등이 참여한 앨범 《The Healer》를 출시했고, 보니 레잇과의 듀엣곡 <I'm In The Mood>로 1990년에 열린 제32회 그래미 어워드에서 ‘최우수 트래디셔널 블루스 레코딩’ 부문을 수상했다. 이후에도 꾸준하게 앨범 출시와 공연 활동을 펼쳤고, 2001년 6월 21일 캘리포니아주 로스앨터스에서 노환으로 사망했다.

## 유명한 곡
- 〈Boogie Chillen〉
- 〈Crawling King Snake〉
- 〈I'm In The Mood〉
- 〈Boom Boom〉

## 음반 목록
- 1959년 House of the Blues
- 1959년 I’m John Lee Hooker
- 1959년 Sticks McGhee & John Lee Hooker: Highway of Blues
- 1959년 The Country Blues of John Lee Hooker
- 1960년 John Lee Hooker Sings Blues
- 1960년 That’s My Story (Sings the Blues)
- 1960년 Travelin’
- 1961년 Plays and Sings the Blues
- 1961년 The Folk Lore of John Lee Hooker
- 1962년 Burnin’
- 1963년 Don’t Turn Me From Your Door
- 1963년 On Campus
- 1963년 The Big Soul of John Lee Hooker
- 1963년 The Great John Lee Hooker
- 1964년 Burning Hell
- 1966년 It Serve You Right to Suffer
- 1966년 …and Seven Nights
- 1966년 Is He the World’s Greatest Blues Singer?
- 1966년 The Real Folk Blues
- 1968년 Urban Blues
- 1969년 If You Miss ’Im… I Got ’Im
- 1969년 Simply the Truth
- 1969년 That's Where It's At!
- 1969년 Tupelo Blues
- 1971년 Hooker ’n Heat
- 1971년 Any Where / Any Time / Any Place
- 1972년 Never Get Out of These Blues Alive
- 1973년 John Lee Hooker’s Detroit
- 1973년 Kabuki Wuki
- 1974년 Free Beer and Chicken
- 1974년 In Person
- 1986년 Boogie Chillun'
- 1986년 Jealous
- 1987년 Detroit Blues
- 1989년 John Lee Hooker’s 40th Anniversary Album
- 1989년 The Healer
- 1990년 I’ll Play the Blues for You
- 1990년 The Boogie Chillen Man
- 1991년 More Real Folks Blues: The Missing Album
- 1991년 John Lee Hooker
- 1991년 Mr. Lucky
- 1991년 Nothing but the Blues
- 1992년 Get Back Home in the U.S.A.
- 1992년 Together
- 1994년 For Sale
- 1995년 Chill Out
- 1996년 Hooker & The Hogs
- 1996년 It Serve You Right To Suffer
- 1997년 Don’t Look Back
- 1997년 Walking the Blues
- 1997년 Whiskey & Wimmen
- 1998년 Black Man Blues
- 1999년 I'm In The Mood
- 2000년 High Profile
- 2000년 Shades of Blue
- 2002년 Shake, Holler & Run
- 2003년 Face to Face
- 2004년 Early Years: The Classic Savoy Sessions
- 2004년 Jack O’ Diamonds: 1949 Recordings